# Память
Па́мять — обозначение комплекса познавательных способностей и высших психических функций, относящихся к накоплению, сохранению и воспроизведению знаний, умений и навыков.
Память в разных формах и видах присуща всем высшим животным. Способность к памяти и обучению все животные унаследовали у общего предка, который жил примерно 600 миллионов лет назад. Наиболее развитый уровень памяти характерен для человека.
Память относится к основным познавательным процессам, таким, как ощущение, восприятие и мышление, привлекающим большое внимание исследователей.
Первым в исследовании памяти человека считается Герман Эббингауз, ставивший эксперименты на себе (основной методикой было заучивание бессмысленных списков слов или слогов).

## Методы исследования
- методы сбора информации (самонаблюдение, наблюдение, изучение результатов деятельности, изучение документов, метод опроса, метод тестов, эксперимент, биографический метод) (см. психометрия)
- структурно-функционально-генетический анализ[4][нет в источнике]
- Методы клинической и экспериментальной психофизиологии
- Методы физиологии поведения
- Методы гистохимии
- Методы электрофизиологии мозга и отдельных нейронов. В настоящее время для изучения функционирования мозга, задействованных его структур, в том числе, в процессах памяти, широко применяется функциональная магнитно-резонансная томография, которая позволяет определить активацию головного мозга в различных условиях в ходе нормального его функционирования (см., например,[5]). Для изучения психических процессов, в том числе связанных с памятью, на молекулярном уровне, таких, как метаболизм, транспорт веществ, лиганд-рецепторные взаимодействия, экспрессия генов и т. д. применяется позитронно-эмиссионная томография (см., например,[6]). Также применяется магнитоэнцефалографии.
- Фармакологические методы
- Методы аналитической биохимии

В зависимости от задач, подлежащих решению, исследование механизмов памяти осуществляется на разных объектах — от человека до культуры нервных клеток.

## Память в нейрофизиологии
Память — одно из свойств нервной системы, заключающееся в способности какое-то время сохранять информацию о событиях внешнего мира и реакциях организма на эти события, а также многократно воспроизводить и изменять эту информацию.
Память свойственна животным, имеющим достаточно развитую центральную нервную систему (ЦНС). Объём памяти, длительность и надёжность хранения информации, как и способность к восприятию сложных сигналов среды и выработке адекватных реакций, пропорциональны числу задействованных в этих процессах нервных клеток.
У кишечнополостных формируются лишь простые суммационные рефлексы, у большинства членистоногих и моллюсков память выражается в привыкании, то есть в торможении более или менее готовых программ поведения или отдельных реакций, неадекватных определённым условиям среды. Головоногие моллюски по способности к обучению сравнимы с птицами и млекопитающими. В онтогенезе высших животных возможности памяти как по объёму, так и по сложности запоминаемых ситуаций возрастают по мере созревания нейронов и миелинизации нервных волокон мозга.
Физиологические исследования памяти обнаруживают 3 основных этапа её формирования, которым соответствуют 3 вида памяти: сенсорная, кратковременная и долговременная. Кратковременная память характеризуется временем устойчивого хранения информации до 20 секунд и при неповторении, предшествующая информация разрушается при превышении 30 секунд под воздействием вновь поступившей информации. Долговременная память, время хранения информации в которой сравнимо с продолжительностью жизни организма, устойчива к воздействиям, нарушающим кратковременную память. Переход от кратковременной памяти к долговременной, называемый консолидацией, постепенен и связан с активацией ряда биохимических процессов.
Опыты с иссечением участков коры больших полушарий головного мозга и электрофизиологические исследования показывают, что «запись» каждого события распределена по более или менее обширным зонам мозга. Материальным носителем информации о разных событиях является не возбуждение разных нейронов, а различные комплексы совозбуждённых нейронов (нейронных сетей). Новые реакции вырабатываются и запоминаются нервной системой в основном либо на основе создания новых синаптических связей между имеющимися нейронами, либо на основе изменения эффективности уже имеющихся синаптических связей. Под запоминанием (долговременным) подразумевается изменение способности одних нейронов возбуждаться при возбуждении других нейронов. Долговременные изменения эффективности синапсов могут быть обусловлены изменениями в биосинтезе белков, от которых зависит чувствительность синаптической мембраны к медиатору (долговременная потенциация). Установлено, что биосинтез белков активируется при возбуждении нейронов на разных уровнях организации ЦНС, а блокада синтеза нуклеиновых кислот или белков затрудняет или исключает формирование долговременной памяти. Очевидно, что одна из функций активации синтеза при возбуждении — структурная фиксация нейронных сетей, что и лежит в основе долговременной памяти.
Установление ассоциаций между нейронами (то есть путей распространения возбуждения) может происходить как за счёт увеличения проводимости имеющихся синапсов, так и в результате возникновения дополнительных синапсов. Оба возможных механизма нуждаются в интенсификации белкового синтеза. Первый — сводится к частично изученным явлениям клеточной адаптации и хорошо согласуется с представлением об универсальности основных биохимических систем клетки. Второй — требует направленного роста отростков нейронов.
Известно, что для работы памяти и способности мозга к обучению необходимы белки DC0, Leo и CaMKII. При этом отвечающие за их экспрессию гены у крыс и мух ничем не отличаются. Те же белки работают и в организме человека: проблемы с их экспрессией играют важную роль в болезни Альцгеймера, синдромах Дауна и Энгельмана.

По современным представлениям, память является неотъемлемой частью таких процессов, как
- обучение;[13]
- прогнозирование будущего и воображение несуществующего (по-видимому, оба процесса являются процедурами «нарезания и перетасовки фрагментов воспоминаний»);[11][14]
- сознание и самоидентификация индивидуума.[11][15][16][17]

## Память и обучение
Память и обучение являются сторонами одного процесса адаптивного поведения. Под обучением подразумевают обычно механизмы приобретения и фиксации информации, а под памятью — механизмы фиксации (усвоения), хранения и извлечения этой информации.
Процессы обучения можно разделить на неассоциативные и ассоциативные. Неассоциативное обучение рассматривается как эволюционно более древнее и не подразумевающее связи между тем, что запоминается и какими-либо ещё стимулами. Ассоциативное основывается на формировании связи между несколькими стимулами. Например, классический вариант выработки условного рефлекса по Павлову: установление связи между нейтральным условным стимулом и безусловным стимулом, вызывающим безусловный рефлекторный ответ.
Безусловные рефлексы в эту классификацию не входят, так как осуществляются на основе унаследованных паттернов связей между нервными клетками.
Неассоциативное обучение делится на суммацию, привыкание, долговременную потенциацию и импринтинг.

### Суммация
Суммация — постепенное увеличение реакции на повторяющиеся предъявления ранее индифферентного стимула.
Результатом суммации является обеспечение реакции организма на слабые, но длительно действующие стимулы, которые потенциально могут иметь какие-то последствия для жизнедеятельности индивида.
В обычной ситуации реакция развивается так: сильный стимул вызывает в чувствительном нейроне целую пачку из потенциалов действия, что приводит к большому выбросу медиатора из синаптического окончания аксона чувствительного нейрона на двигательном нейроне, и этого оказывается достаточно для возникновения надпорогового постсинаптического потенциала и запуска в мотонейроне потенциала действия.
Иная ситуация наблюдается при развитии суммации.
Один сценарий развития суммации заключается в ритмичном использовании серии слабых стимулов, каждый из которых недостаточен для выброса медиатора в синаптическую щель. При этом если частота стимуляции достаточно велика, то в пресинаптическом окончании накапливаются ионы кальция, так как ионные насосы не успевают откачивать их в межклеточную среду. В итоге очередной потенциал действия может вызвать выброс медиатора, которого хватит на то, чтобы возбудить постсинаптический мотонейрон. Если при этом ритмичную стимуляцию ранее подпороговыми стимулами не прерывать, то приходящие потенциалы действия будут продолжать запускать рефлекс, так как высокое содержание Са2+ в окончании чувствительного нейрона сохраняется. Если же сделать паузу в стимуляции, то Ca2+ будет удален и для запуска рефлекса слабыми стимулами опять потребуется предварительная суммация.
Другой сценарий развития суммации наблюдается при однократном, но сильном раздражении, в результате чего к пресинаптическому окончанию на двигательном нейроне приходит высокочувствительная серия импульсов, приводящая к поступлению в окончание большого количества ионов Са2+, которого хватает на возбуждение следующего в цепи нейрона ранее подпороговым стимулом. Продолжительность такого эффекта может составлять секунды.
Способность к суммации, по-видимому, лежит в основе кратковременной нейрологической памяти. Получая какую-либо информацию через систему анализаторов (приглядываясь, прислушиваясь, принюхиваясь, осторожно пробуя новую для нас пищевую приправу), мы обеспечиваем ритмическую стимуляцию синапсов, через которые проходит сенсорный сигнал. Эти синапсы в течение нескольких минут сохраняют повышенную возбудимость, облегчая проведение импульсов,
и, таким образом, сохраняет след о переданной информации. Однако суммация, будучи эволюционно ранним механизмом обучения, быстро исчезает и не может противостоять любым сильным внешним воздействиям на организм.

### Привыкание
При многократном раздражении средней силы реакция на него ослабляется или вообще исчезает. Это явление называют «привыкание» (или «габитуация»).
Причины привыкания разнообразны и первой из них является адаптация рецепторов. Вторая причина — накопление Са2+ в пресинаптических окончаниях на тормозных нейронах. При этом повторные сигналы, исходно незначимые для тормозных нейронов, постепенно суммируются, а затем запускают тормозные нейроны, активность которых блокирует прохождение сигналов по рефлекторной дуге. Привыкание можно рассматривать как суммацию тормозных сигналов. Нужно подчеркнуть, что суммация и привыкание, как и другие формы синаптической пластичности, являются просто следствием структуры синапсов и организации нейронов.

### Долговременная потенциация
Долговременная потенциация возникает в том случае, когда животному предъявляют некий стимул, который оно различает, но который при этом слишком слаб для того, чтобы вызвать ответную реакцию. После длительной паузы (1 — 2 ч) животному предъявляют сильный стимул, который вызывает исследуемую реакцию. Следующую стимуляцию проводят ещё через 1 — 2 ч с помощью слабого сигнала, ранее не приводившего к срабатыванию рефлекса. У животных, у которых нервная система способна к долговременной потенциации, возникает рефлекторный ответ. В дальнейшем интервал между сильной и слабой стимуляцией может быть увеличен до 5 и даже 10 ч, а возбудимость нервной системы все время будет оставаться повышенной.
Долговременная потенциация может рассматриваться как вариант «длительной» кратковременной памяти, распространяющейся на дневной период бодрствования человека — с утра до вечера.

### Импринтинг
Это явление определяют как устойчивую индивидуальную избирательность по отношению к внешним стимулам в определенные периоды онтогенеза. Наиболее известны следующие варианты импринтинга: запоминание родителя детенышем; запоминание детёныша родителем; импринтинг будущего полового партнёра.
В отличие от условного рефлекса, эта связь, во-первых, образуется только в строго определенный период жизни животного; во-вторых, образуется без подкрепления; в-третьих, в дальнейшем оказывается очень стабильной, практически не подлежит угасанию и может сохраняться в течение всей жизни особи. Было показано, что импринтинг сопровождается активацией нейронов промежуточной области медиовентрального гиперстриатума. Повреждение этой области нарушало у цыплят и импринтинг, и другие виды памяти.
В процессе запоминания/обучения по типу импринтинга устанавливаются контакты групп нейронов одного ядра со строго определенными группами другого ядра. По мере обучения могут либо увеличиваться размеры нейронов, их количество в пределах соответствующих структур, число шипиков и синаптических контактов — либо число нейронов, синаптических связей и NMDА-рецепторов в синапсах может даже уменьшаться, но сродство оставшихся рецепторов к специфическому медиатору будет возрастать.
Можно предложить следующую модель развития импринтинга.
Выделяющаяся из окончания нейрона глутаминовая кислота действует на метаботропные рецепторы на поверхности постсинаптического нейрона и запускает выработку вторичного (внутриклеточного) посредника (например, цАМФ). Вторичный посредник через каскад регуляторных реакций усиливает синтез белков, формирующих новые синапсы к глутамату, которые встраиваются в мембрану нейрона таким образом, чтобы улавливать сигналы от самого активного пресинаптического окончания, передающего информацию о характеристике объекта импринтинга. Встраивание в мембрану новых рецепторов увеличивает эффективность синаптической передачи, и сумма вызванных постсинаптических потенциалов от приходящих сигналов достигает порогового уровня. Затем возникнут ПД и поведенческая реакция будет запущена.
Следует подчеркнуть, что нейрохимические и синаптические изменения протекают не мгновенно, а требуют времени. Для успешного импринтинга важно наличие стабильного сенсорного «давления» на обучающийся нейрон, например, постоянное присутствие матери. Если это условие не выполняется, то импринтинг вообще не возникает.
Обученные нейроны способны поддерживать концентрацию рецепторов на постсинаптической мембране «запечатленного» синапса на постоянном высоком уровне, что обеспечивает стабильность импринтинга, позволяющую рассматривать его как специфический вариант долговременной памяти.

### Ассоциативное обучение
Ассоциативное обучение основывается на образовании связи (ассоциации) между двумя стимулами. В качестве примера можно рассмотреть формирование условного рефлекса, когда на один нейрон одновременно подаётся сигнал и от некоторого незначительного стимула, и от центра положительного подкрепления из гипоталамуса. При этом вероятно, что на разных постсинаптических участках генерируются различные вторичные посредники, и изменение экспрессии генов рецепторов к нейромедиаторам, действующим на данный нейрон будет обусловлено суммарным эффектом этих вторичных посредников.
Предположительно, процессы консолидации памяти начинаются с усиления глутаматной передачи, за счёт глутаматных рецепторов NMDA-типа. Такие рецепторы способны связать глутамат только после некоторой предварительной деполяризации мембраны, вызванной поступлением в постсинаптическую клетку ионов натрия в результате работы каналов, связанных с другим типом глутаматных рецепторов. Связав глутамат, NMDA-рецепторы инактивируются только по прошествии продолжительного времени (часы). В активном состоянии они связываются с каналами для ионов кальция. Повышение концентрации кальция приводит к активации ряда киназ, запускающих каскад дальнейших реакций. В частности, активированная Ca2+ протеинкиназа А переходит в ядро, регулируя там экспрессию целого ряда генов, что в конечном счёте приводит к формированию новых синапсов между взаимодействующими в процессе ассоциативного обучения нейронами. Помимо этого активация киназ приводит к изменению активности других ионных каналов, дополнительно увеличивая проницаемость постсинаптической мембраны обучающегося нейрона к ионам кальция и уменьшая — к ионам калия. Кроме того, в синапсах наблюдается агрегация белковых молекул в слоистые структуры, формирующие транссинаптические каналы (волокна), что резко облегчает прохождение медиатора и резко повышает проводимость синапса.

## Память и сон
Работы по исследованию депривации (лишения) сна на процессы памяти показывают, что лишённые сна люди воспроизводят значительно меньше материала по сравнению с людьми, которых сна не лишали. При 36-часовой депривации наблюдается ухудшение способности воспроизводить материал на 40 %. Интересная закономерность обнаруживается, если проанализировать отдельно влияние сна на способность воспроизводить материал разной эмоциональной окраски. Во-первых, результаты указывают на то, что эмоционально-окрашенный материал запоминается лучше эмоционально-нейтрального, независимо от количества сна. Это согласуется с положением, что консолидация памяти происходит при значительном участии систем подкрепления, формирующих эмоции. Кроме того, оказывается, что хотя ухудшение запоминания при депривации сна наблюдается во всех случаях, интенсивность этого влияния существенно зависит от эмоциональной окраски материала. Сильнее всего затрудняется воспроизведение эмоционально-нейтрального и особенно — эмоционально-позитивного материала. В то время как изменения в воспроизведении эмоционально-негативного материала мало и статистически недостоверно.
Исследования роли дневного сна на формирование процедурной памяти показывают, что при инструментальном обучении люди демонстрируют улучшение навыков только после сна — продолжительностью хотя бы в несколько часов, независимо от того, поспали они днём или ночью.
Однозначного ответа на вопрос о всех механизмах связи процессов сна и памяти нет, как нет и ответа на вопрос о возможных компенсаторных механизмах, развивающихся после некоторых воздействий на структуры мозга, обычно задействованные в процессах сна и памяти. Некоторые исследователи критикуют положения о связи механизмов сна с механизмами памяти, утверждая либо что сон вообще играет лишь пассивную (хотя и позитивную) роль в запоминании, уменьшая отрицательную интерференцию следов памяти, либо что быстрый сон не задействован в процессах памяти. В пользу последней позиции приводят следующие группы аргументов:
- Поведенческие: все опыты по изучению депривации быстрого сна «методом островков» (экспериментальное животное помещается в условия, где при потере позы — что неизбежно в стадии быстрого сна — оно падает в воду и пробуждается) нельзя считать убедительными, из-за неадекватности методики.
- Фармакологические: все три основных класса антидепрессантов (ингибиторы МАО, «трициклики» и ингибиторы обратного захвата серотонина) полностью или почти полностью подавляют быстрый сон, но не вызывают нарушения обучаемости и памяти ни у больных, ни у подопытных животных.
- Клинические: имеется несколько сообщений о больных с билатеральными разрушениями в области моста — у таких больных полностью и, по-видимому, навсегда исчезал быстрый сон, но никаких жалоб на нарушения обучаемости и памяти от таких больных не поступало.

## Эмоции и память
Как отдельный вид, эмоциональная память, в работах по психологии не выделяется. Однако, эмоции могут оказывать сильное влияние на память. Так, содержание объектов памяти может быть эмоционально атрибутированно: нейтрально, положительно или отрицательно.

## Память и стресс
Объекты памяти с эмоционально отрицательным содержанием в крайних вариантах присущи посттравматическому стрессовому расстройству и включают переживания травматического опыта или дистресса, которые могут перекрывать возможности механизмов человека по совладанию со стрессовыми ситуациями, имеющейся у человека информационно-перерабатывающей системы, обеспечивающей его защиту и самоисцеление в психотравматических ситуациях. Тогда память о событии, связанных с ним эмоциональных, визуальных, когнитивных и физических (ощущения тела) составляющих, а также стимулах (триггерах), ассоциирующихся с событием, перерабатываются неадекватно и дисфункционально сохраняются в изолированных от исцеляющего воздействия областях памяти, представляя собой болезненный след в памяти одного или многих ассоциативно связанных в памяти психотравматических событий.
Показано, что стресс влияет на работу гиппокампа, являющегося ключевой структурой, задействованной в консолидации памяти. Кратковременный всплеск АКТГ и кортизола способствуют консолидации воспоминаний. Более сильный выброс АКТГ блокирует консолидацию воспоминаний. Длительно повышенный уровень кортизола, видимо, способствует деградации ткани гиппокампа (до 8 % у ветеранов войны во Вьетнаме, страдавших от посттравматического стрессового расстройства и до 12 % у детей, страдавших от жестокого обращения).

## Память и мораль
Людям свойственно повторно совершать аморальные поступки, так как мозг подавляет воспоминания о собственном таком поведении. Однако серьезные последствия «плохих» поступков ограничивают возможности аморальной амнезии. Это соответствует представлениям Фрейда о действии защитных механизмов, вытесняющих из сознания и препятствующих появления в нём психических содержаний, связанных с нарушениями моральных ограничений.

## Память и физическая активность
Учёные из университета в Калифорнии (США) доказали связь между физическими упражнениями и памятью. Регулярная нагрузка способствует повышению уровня глутаминовой и гамма-аминомасляной кислот в головном мозге, которые необходимы для многих процессов умственной деятельности и настроения. Выполнение упражнений в течение 20 минут достаточно для того, чтобы концентрация этих соединений повысилась, а процессы запоминания улучшились.

## Генетика памяти
Информация в нейроны приходит в виде электрического импульса поляризации. Он переводит нейроны в возбуждённое состояние. Если оно длится достаточно долго, меняется режим работы ядерных клеток. Включается механизм экспрессии генов памяти. В результате необратимо меняются рост и химические процессы в нейронах. Связи между нейронами усиливаются. В процессе воспоминания преобразованные процессами запоминания нейроны возбуждаются по правилам, заданным исходным процессом запоминания. В основе памяти лежат вариативные процессы в синаптическом аппарате и в самом теле нейрона.
Обнаружение в ткани мозга РНК-зависимой ДНК-полимеразы и наличие положительной корреляции её активности с обучаемостью указывают на возможность участия ДНК в процессах формирования памяти. Выработка пищевых условных рефлексов резко активирует определенные участки (гены, ответственные за синтез специфических белков) ДНК в неокортексе.
Возможно существуют условия, при которых сформированные навыки или возникшие впечатления могут быть наследуемы. Возможно, что генетическая память о давних событиях, пережитых предками, лежит в основе некоторых явлений психики. Активация ДНК затрагивает главным образом, участки, редко повторяемые в геноме, и наблюдается не только в ядерной, но и в михондриальной ДНК, причем в последней — в большей степени. Факторы, подавляющие память, одновременно подавляют эти синтетические процессы.

## Память и старение
Возрастная потеря памяти, происходящая по мере того, что часто называют "нормальным старением", качественно отличается от потери памяти при различных типах деменции, таких как болезнь Альцгеймера, и скорее всего имеет другой механизм.

## Процессы памяти
- Запоминание — это процесс памяти, посредством которого происходит запечатление следов, ввод новых элементов ощущений, восприятия, мышления или переживания в систему ассоциативных связей. Запоминание может быть произвольным и непроизвольным, основу произвольного запоминания составляет установление смысловых связей — результат работы мышления над содержанием запоминаемого материала.
- Хранение — процесс накопления материала в структуре памяти, включающий его переработку и усвоение. Сохранение опыта даёт возможность для обучения человека, развития его перцептивных (внутренних оценок, восприятия мира) процессов, мышления и речи.
- Воспроизведение и узнавание — процесс актуализации элементов прошлого опыта (образов, мыслей, чувств, движений). Простой формой воспроизведения является узнавание — опознание воспринимаемого объекта или явления как уже известного по прошлому опыту, установлением сходств между объектом и образом его в памяти. Воспроизведение бывает произвольным и непроизвольным. При непроизвольном образ всплывает в сознании без усилий человека.

Если в процессе воспроизведения возникают затруднения, то идёт процесс припоминания. Отбор элементов, нужных с точки зрения требуемой задачи. Воспроизведённая информация не является точной копией того, что запечатлено в памяти. Информация всегда преобразовывается, перестраивается.
- Забывание — потеря возможности воспроизведения, а иногда даже узнавания ранее запомненного. Наиболее часто забывается то, что незначимо. Забывание может быть частичным (воспроизведение не полностью или с ошибкой) и полным (невозможность воспроизведения и узнавания). Выделяют временное и длительное забывание.

## Теоретические модели памяти в психологии
- Модель Дональда Нормана (Donald Norman) и Нэнси Во (Nancy Waugh) выделяет две структуры памяти: первичная память, хранящая временную информацию, которую человек использует в данный момент и вторичная память, сохраняющая информацию на длительное время[29].
- Модель Ричарда Аткинсона (Richard Atkinson) и Ричарда Шиффрина (Richard Shiffrin) выделяет три структуры памяти: сенсорное хранилище (sensory store) или сенсорная память, содержащее информацию, поступающую из сенсорной системы, сохраняемую на небольшой период; кратковременное хранилище, сохраняющее ограниченный объём информации на более продолжительный срок, чем сенсорная память, в нём протекают процессы, регулирующие обмен информацией с долговременной памятью; долговременная память, сохраняющая значительный объём информации на продолжительный период или постоянно. Аткинсон и Шиффрин рассматривали эти хранилища не в качестве определённых психологических структур, но как гипотетическую, ментальную модель помогающую понять функционирование памяти[30].
- Модель уровней переработки Фергуса Крейка (Fergus I. M. Craik) и Роберта Локхарта (Robert S. Lockhart) разработанная в 1972 г.[31] Память является функцией переработки стимульной информации. Память не включает фиксированное количество хранилищ. То, на каком уровне памяти сохраняется информация зависит от процессов переработки. Чем более глубокий уровень переработки информации, тем более долгосрочный характер будет иметь хранение в памяти этой информации. П. И. Зинченко экспериментально показал как уровень переработки влияет на запоминание[32].
- Модель рабочей памяти Алана Бэддли. Рабочая память является частью долговременной памяти и включает в себя кратковременную память. Рабочая память содержит только ту информацию из долговременной памяти, которая находится в активной обработке. В рабочей памяти находятся зрительно-пространственный набросок, фонологическая петля, центральный управляющий элемент (central executive) координирующий когнитивные процессы (связывающий информацию поступающую из разнообразных источников и управляющий вниманием), эпизодический буфер (episodic buffer), другие подсистемы.

Сенсорные процессы формирующие зрительно-пространственный набросок, а также фонологическую петлю в модели памяти Бэддли рассматриваются в рамках модели уровней переработки Фергуса Крейка и Роберта Локхарта как процессы переработки.
- В концепции Карла Густава Юнга память понимается, как функция контролируемая волей и находящаяся под контролем так называемого «эго-комплекса»[33]. «Первая эндопсихическая функция — память. Функция памяти(или репродукции) связывает нас с тем, что ушло из сознания, с подсознательным, с тем, что вытесняется либо подавляется». Источником воспоминаний может выступать не только личностный объём бессознательного, но и его коллективный слой. Забывание означает выпадение содержаний из доступной сознанию области, погружение их сначала в предсознательное, а затем в бессознательное. По Юнгу психические содержания, образы, содержащиеся в сознании погружаются в бессознательное, забываются, если они теряют энергию до уровня ниже порога сознания, и появляются в сознании, вспоминаются, если их энергетический уровень становится выше этого порога.[34] Из личного бессознательного могут извлекаться (вспоминаться) «так называемые подпороговые (сублиминальные) восприятия, которые недостаточно сильны для того, чтобы достичь сознание»[35] при первоначальном восприятии и попадающие поэтому в предсознание, если впоследствии их энергетический уровень превысит порог сознания, в том числе из-за понижения этого порога.

## Классификация видов памяти
Существуют различные типологии памяти:
- по сенсорной модальности — зрительная (визуальная) память, моторная (кинестетическая) память, звуковая (аудиальная) память, вкусовая память, обонятельная память, болевая память, эйдетическая память;
- по содержанию — образная память, процедурная (включая моторную или же мышечную) память, эмоциональная память, социальная память, топографическая память;
- по организации запоминания — декларативная память (эпизодическая память, семантическая память и автобиографическая память), процедурная память;
- по длительности хранения — ультракратковременная память, кратковременная память, долговременная память;
- по осознанности — эксплицитная (декларативная) память и имплицитная (неосознаваемая) память, включающая процедурную;
- по физиологическим принципам — определяемая структурой связей нервных клеток (долговременная) и определяемая текущим потоком электрической активности нервных путей (ультракратковременная и кратковременная);
- по наличию цели запоминания — произвольная и непроизвольная[32][36][37];
- по наличию средств — опосредованная и неопосредованная;
- по уровню развития — моторная, эмоциональная, образная, словесно-логическая[38];
- по непосредственности использования сознанием — оперативная, в ней непосредственно осуществляются операции мышления (не совпадает с кратковременной);
- по отношению ко времени, хранимой информации, будущее или прошедшее, выделяется проспективная память, направленная на намерения и на запланированные в будущем действия,[39] и ретроспективная память, содержанием которой являются события или факты, с которыми субъект сталкивался в прошлом.

| Критерий                     | Вид |
| ---------------------------- | --- |
| Содержание                   | - образная память - словесно-логическая память - сенсорная память - эйдетическая память - эмоциональная память - социальная память - топографическая память |
| Длительность хранения        | - ультракратковременная память - кратковременная память - долговременная память - рабочая память - промежуточная память                                     |
| Организация запоминания      | - эпизодическая память - семантическая память - процедурная память                                                                                          |
| Осознанность                 | - эксплицитная память - имплицитная память |
| Время, будущее или прошедшее | - проспективная память - ретроспективная память |

На стыке между эпизодической и семантической памятью выделяют автобиографическую память, включающую в себя черты обоих.
Рабо́чая па́мять (в русскоязычной литературе встречается также название оперативная память) является разновидностью памяти «держащей в уме» небольшие фрагменты информации, необходимые для текущей мыслительной деятельности, например, для решения логической задачи или осознания сложной информации. Рабочая память отличается, как минимум, концептуально от кратковременной памяти, хотя в литературе это разграничение проводится не всегда чётко.
В рамках декларативной выделяют эпизодическую (память на события и явления индивидуальной жизни человека) и семантическую (содержащую общие сведения, такие, как понятия, правила и концепции).
Процедурная память, содержит невидимую сознанию информацию, управляющую неосознаваемыми процессами, в том числе когнитивного и моторного характера. В неё, в частности, входит моторная или мышечная память, содержащая процедуры моторных навыков.
Классификация видов памяти на основе генетической последовательности её становления была предложена Блонским П. П. Он выделил четыре основные формы памяти — двигательную, эмоциональную, образную и смысловую.
Память представляет собой целостную связную сущность психики, и выделение различных видов памяти используется для облегчения её исследования, понимания смысла различных её явлений и применения полученных знаний на практике. Целостность связность памяти может быть продемонстрирована на сохранение в памяти умения кататься на велосипеде, которое фиксируется в качестве взаимосвязанного и взаимоувязанного содержания, одновременно в автобиографической памяти (воспоминание об обучении умению и факте умения), процедурной памяти (моторная память умения), семантической памяти (общие понятия о велосипеде и умении) и т. д.

### Сенсорная память
Сенсорная память (сенсорные регистры) сохраняет информацию, формируемую сенсорной системой, возникающую при воздействии стимулов на органы чувств. Информация в неё поступает только из сенсорных систем. В сенсорной памяти сохраняется сенсорная информация после прекращения воздействия стимула. Содержимое сенсорной памяти не может быть продлено с помощью повторений. Содержимое сенсорной памяти, как и оперативной памяти непосредственно доступно сознанию, но в отличие от оперативной памяти не может быть изменено им.
Сенсорная информация, до размещения в сенсорной памяти, подвергается обработке, в результате которой в ней выделяются составляющие, относящиеся к объектам реального мира, формируются образы этих объектов, извлекается (формируется) пространственная, семантическая, прагматическая и другая информация, дополняется информацией об вызываемых эмоциях. И хотя сенсорная картина мира, кажется цельной, она собирается из результатов нервной деятельности десятков взаимодействующих областей мозга (нейронных сетей), специализированных на реализацию конкретных аспектов сенсорного представления мира, в том числе выделении различного рода объектов реального мира. В случае, если сформированные восприятия (семантические содержания), в том числе отдельные составляющие образа объекта, недостаточны сильны для того, чтобы достичь сознание (так называемые подпороговые (сублиминальные) восприятия), появиться в поле его непосредственного доступа, они попадают в личное бессознательное, то есть долговременную память, откуда они могут быть подняты в область сознания, например, с применением гипноза.
Сформированные в ходе обработки сенсорной информации и размещённые в сенсорной памяти объекты памяти, могут содержать интегрированную, мультимодальную сенсорную и двигательную информацию о событии (о сопровождавших это событие зрительных образах, звуках, вкусовых, соматосенсорных и прочих ощущениях, в привязке ко времени и месту в пространстве), а также о сопровождавших восприятие реальных объектов эмоциях. Решающую роль в формировании таких объектов, содержащих целостное восприятие картины того или иного события, играет взаимодействие трёх структур — передних ядер таламуса, эмоциональных центров лимбической системы и системы памяти в гиппокампе..
Одновременно объектами сенсорной памяти являются все её содержание, представляющее собой текущую общую целостную сенсорную картину мира, образ всего реального мира, как наибольшего его объекта, содержащего все остальные его объекты, отдельные сенсорные образы, содержащиеся в различных видах сенсорной памяти: визуальной, звуковой, тактильной, обонятельной, вкусовой, а также образы, представляющие собой различные сочетания одномодальных сенсорных образов: аудиовизуальный, визуально-тактильный и т. п. Как и другие объекты, эти образы также могут быть перемещёны из сенсорной в кратковременную память и далее в долговременную.
Такой перенос осуществляется с различным сочетанием сенсорных модальностей, разной детальностью и четкостью, определяемой характеристиками образа воспринятого объекта, способностями человека, его физическим и психическим состоянием, областью его деятельности, вниманием, видом (интерес, удивление, восхищение, страх и т. д.) и силой вызываемых образом эмоций и другими факторами.
Например, образ некоторого блюда для повара, потребителя, врача-диетолога, химика, фотографа, художника будут существенно отличаться. Для потребителя образ будет включать визуальные, вкусовые и запаховые, прагматические составляющие. У повара, дополнительно, образ будет включать ещё моторное процедурное содержание по приготовлению блюда. У фотографа и художника в ходе их деятельности образ в большей степени будет визуальным. Звуковой составляющей не будет ни у кого, кроме, возможно, повара, которая будет связана с моторной процедурной составляющей по приготовлению блюда.
В максимальной своей детальности и чёткости сенсорные образы мира называются эйдетическими, основу их в большинстве случаев образует визуальная картина, в них также могут и зачастую входят и другие сенсорные модальности (слуховые, тактильные, двигательные, вкусовые, обонятельные).
Суммарно сенсорные системы человека формируют и обрабатывают поток информации, скорость которого составляет около 11 миллионов бит в секунду.
Временные характеристики функционирования наиболее изучены для сенсорной зрительной (иконической) и эхоической памяти. По времени хранения сенсорная зрительная и эхоическая память является ультракратковременной. «Эта система удерживает довольно точную и полную картину мира, воспринимаемую органами чувств. Длительность сохранения картины очень невелика, порядка 0,1 — 0,5 с.».

#### Иконическая память
Иконической памятью называется сенсорная память, в которую поступает и сохраняется стимульная визуальная информация, отфильтрованная и агрегированная зрительной системой. При этом зрительная система человека формирует и обрабатывает поток информации в 10 миллионов бит в секунду. Иконическая память позволяет взглянуть на предмет и запомнить, как он выглядел, всего за доли секунды наблюдения или запоминания, обеспечивая фиксацию информации в целостной, портретной форме. Также, как и общая сенсорная картина мира, целостная визуальная картина мира, собирается из результатов нервной деятельности нескольких десятков взаимодействующих областей мозга (нейронных сетей), каждая из которых специализируется на реализации конкретных аспектов зрения, в том числе выделении различного рода объектов реального мира. К 2000 году было идентифицировано более 30 участков коры головного мозга, связанных с глазами через зрительную зону V1 и выполняющих специфические функции обработки визуальной информации.
Так, например, из визуальной информации, при размещении в иконической памяти, системами распознавания — «что» (по вентральному пути) и локализации — «где» (по дорсальному пути) выявляется семантическая информация: зрительная о свойствах объектов (о форме, цвете и распределении объектов) и пространственная (о местоположении и движении объектов)(см. Гипотеза о двух потоках переработки зрительной информации).
Другим примером является процесс обработки и восприятие визуальной информации о лице, и формирование и размещение, в результате этого, в сенсорной памяти образа лица, который осуществляется распределённой системой. Ядро этой системы составляют: область в нижней затылочной извилине (OFA), обеспечивающая начальный анализ отдельных частей лица; область в веретеновидной извилине (FFA), проводящая анализ инвариантных характеристик лица и узнавания человека по лицу; область в задней части верхней височной борозды (pSTS), активирующаяся при анализе изменчивых аспектов — выражения лица, движений губ при речи и направления взгляда. В расширенной системе происходит дальнейший анализ направления взгляда (межтеменная борозда — IPS), семантики (нижняя лобная извилина — IFG, передняя височная кора — ATC), эмоциональной составляющей (миндалина — Amy, островковая кора — Ins), биографической (предклинье — PreCun, задняя поясная извилина — pCiG) и другой информации. Связанная с восприятием объектов, латеральная затылочная кора (LOC), может включаться в ранний анализ структуры изображения лица. При этом выявление различных аспектов визуальной информации о лице осуществляется не автономной работой отдельных областей мозга, реализующих конкретные функции, а скоординированной взаимосвязанной их работой.
При этом часть информации, связанная с восприятием лиц может не достигать сознания, а попадать в долговременную память минуя кратковременную. Так, проведённые в 2004 и 2006 годах исследования, показали, что у пациентов, которым экспонировали испуганные лица представителей других рас, наблюдалось повышение активности миндалевидного тела. То есть показанные картинки не достигали области сознания и воспринимались, только на уровне подсознания.
Исследованием иконической сенсорной памяти, её объёма (максимального количества образов объектов, которое в ней может содержаться) занимался Джордж Сперлинг. Сперлинг использовал процедуру «общего отчета» (Whole Report Procedure). В очень коротких презентациях информации участники часто говорили, что, им кажется, что они «видят» больше, чем могут сообщить. В силу скоротечности иконической памяти использованная процедура общего отчёта не позволяла точно оценить объём регистрируемой в сенсорной памяти информации, поскольку в ходе самого процесса отчёта происходило разрушение «портретной» информации, стирание её из иконической памяти. Было выявлено, что содержимое сенсорной памяти заполнялось зрительной информацией, воспринятую менее чем за одну секунду и очень быстро разрушалось (в течение нескольких сотен миллисекунд). Для точного определения ее емкости, Джордж Сперлинг (1963) разработал процедуру частичного отчета, с использованием в экспериментах краткой презентации таблицы из 12 букв, расположенных в три ряда по четыре. Сперлинг смог показать, что емкость сенсорной памяти составляет приблизительно 12 единиц.
Ещё одним объектом, хранящимся в сенсорной памяти, является все её содержание, представляющее собой сформированный образ текущей общей целостной визуальной картины мира. Как и другие объекты, этот образ также может быть перемещён из сенсорной в кратковременную память. Такой перенос осуществляется с разной детальностью и четкостью, определяемой характеристиками образа воспринятого объекта, способностями человека, вниманием, видом (интерес, удивление, восхищение, страх и т. д.) и силой вызываемых образом эмоций и другими факторами.
Процедура частичного отчёта показала, что в иконической памяти осуществляется регистрация 75 % зрительного поля.
Эксперименты Сперлинга показали, что образ сигнала в иконическую память заносится за время не больше 50 миллисекунд, затухает по экспоненте с постоянной времени, равной примерно 150 миллисекунд и по истечении 0,5 с. от образа мало что остаётся. Исходя из скорости поступления и затухания информации объём иконической памяти может быть оценён в 1,5 Мбит. Также было выяснено, что процессы, связанные с занесением информации в иконическую памятью находятся вне когнитивного контроля и реализуются автоматическим образом. Даже тогда, когда испытуемые не могли наблюдать символы, они по-прежнему сообщали, что продолжают их видеть. Таким образом, субъект процесса запоминания не различает содержание иконической памяти и объекты, которые находятся в окружающей среде.
Стирание информации, находящейся в иконической памяти, другой информацией, поступающей от ощущений, позволяет зрительному ощущению быть более восприимчивым. Такое свойство иконической памяти — стирание — обеспечивает запоминание информации в иконической памяти, учитывая её ограниченный объём, даже в том случае если скорость поступления сенсорной информации превышает скорость затухания сенсорной информации в иконической памяти. Исследования показали, что если зрительная информация поступает достаточно быстро (до 100 миллисекунд), то происходит наложение новой информации на прежнюю, которая ещё находится в памяти, не успев затухнуть в ней и перейти на другой уровень памяти — более долговременный. Эта особенность иконической памяти называется эффектом обратной маскировки. Так, если показать букву, а затем в течение 100 миллисекунд на той же позиции зрительного поля — кольцо, то испытуемый будет воспринимать букву в кольце.
Особенность иконической памяти, состоящая в обеспечении сохранения информации в течение определённого времени и наложении вновь поступившей на сохранившуюся, лежит в основе искусства кино, при этом в качестве общемирового стандарта применяется частота, равная 24 кадрам в секунду.

#### Эхоическая память
Эхоическая память сохраняет стимульную звуковую информацию, поступающую через слуховую сенсорную систему из органов слуха. Без артикуляционного повторения с помощью фонологической петли голосовая информация в эхоической памяти затухает в течение около 2 секунд (см. раздел Фонологический цикл в Модели рабочей памяти Алана Бэддели).

#### Тактильная память
Тактильная память регистрирует стимульную информацию, поступающую через соматосенсорную систему.

#### Вкусовая сенсорная память
Вкусовая сенсорная память регистрирует стимульную информацию вкусовых раздражителей, поступающую через вкусовую сенсорную систему.

#### Обонятельная сенсорная память
Обонятельная сенсорная память регистрирует запаховую стимульную информацию, поступающую через обонятельную сенсорную систему.

### Эйдетическая память
Эйдетическая память — долговременная память на сенсорную информацию, преимущественно на зрительные впечатления, позволяющая удерживать и воспроизводить в деталях образ воспринятого ранее предмета или явления в их отсутствии. В эйдетический образ могут и зачастую входят также и другие сенсорные модальности (слуховые, тактильные, двигательные, вкусовые, обонятельные).

### Социальная память
Социальная память это память социальных связей: знание отличительных черт индивида, его характера, а также социального положения. Максимальное количество постоянных социальных связей, которые человек в состоянии комфортно поддерживать, и, соответственно, размер социальной памяти, называется числом Данбара. Это число находится в диапазоне от 100 до 230, чаще всего считается равным 150. По Р. Данбару размер социальной памяти линейно связан с размером неокортекса. Социальная память является долговременной памятью.

### Топографическая память
Люди обладают мощной топографической памятью. Её также часто называют пространственной. В основном они хорошо помнят топографию пространства своих жилищ, родственников, друзей, окрестности, где они живут, места отдыха, игр, прогулок, путешествий и т. д., с самого раннего детства. Хорошо запоминают топографические характеристики мест в которых бывают и дорог, по которым перемещаются.
В 1935 советский психолог Ф. Н. Шемякин описал два вида представлений топографической информации в виде объектов памяти: карты-пути (в виде графа дорог, в которой сохраняются топологические свойства пространства) и карты-обозрения (в которой сохраняются метрические свойства). В первом представлении человек отслеживает пройденный или воображаемый путь и при этом постоянно определяет своё местоположение относительно начальной и конечной точки своего пути. При использовании второго индивид создаёт целостную картину метрических отношений некоторой окрестности. Автор показал, что в ходе онтогенеза сначала осваиваются карты-пути, а потом — карты-обозрения. В многочисленных экспериментах было продемонстрировано, что по мере приобретения опыта происходит постепенный переход от карты-пути к карте-обозрению.
Эта память имеет долговременной характер. Мощь пространственной памяти лежит в основе метода запоминания Цицерона (метод мест), базирующегося на пространственном воображении.
У беспозвоночных за топографическую память отвечают грибовидные тела.
У человека функции хранения и обработки пространственной информации осуществляет гиппокамп.

### Долговременная и кратковременная память
Нейробиологические исследования обнаруживают два основных вида памяти: кратковременная и долговременная. Одно из важнейших открытий Эббингауза состояло в том, что если список не очень велик (обычно семь элементов), то его удаётся запомнить после первого прочтения (обычно список элементов, которые можно запомнить сразу, называют объёмом кратковременной памяти).
Другой закон, установленный Эббингаузом, — количество сохраняющегося материала зависит от промежутка времени с момента заучивания до проверки (так называемая «кривая Эббингауза»).
Был открыт позиционный эффект (возникающий, если запоминаемая информация по объёму превышает кратковременную память). Он заключается в том, что лёгкость запоминания данного элемента зависит от места, которое он занимает в ряду (легче запоминаются первые и последние элементы).
В теории памяти Д. О. Хебба считается, что кратковременная память основана на электрофизиологических механизмах, поддерживающих возбуждение связанных нейронных систем, а долговременная память фиксируется структурными изменениями в отдельных клетках, входящими в состав нейронных систем, и связана с химической трансформацией, образованием новых веществ.

#### Кратковременная память
Кратковременная память (КВП) существует за счёт временных схем нейронных связей, исходящих из областей фронтальной (особенно дорсолатеральной, префронтальной) и теменной коры.
В кратковременную память поступает информация из долговременной памяти, с помощью процессов (механизмов) целенаправленного (управляемого) и непроизвольного (спонтанного) вспоминания. Также, сюда поступает, обработанная процессами восприятия, мышления, выделенная вниманием информация из сенсорной памяти.
Сознание видит и использует содержимое кратковременной памяти и обрабатывает его, с применением интеллектуальных операций, в оперативной части кратковременной памяти (рабочей (оперативной) памяти)), структуре для временного хранения информации во время её активной переработки мозгом, в которой собираются и сохраняются сведения, необходимые для решения текущей задачи. При этом процессы восприятия и спонтанного вспоминания, поставляющие информацию в кратковременную память, управляются сознанием в не значительной степени и в основном не прямо, а косвенно.
В кратковременной памяти информация хранится около 20 сек., после 30 сек. след информации становится настолько хрупким, что даже минимальная интерференция разрушает его. Повторение сохраняет содержимое кратковременной памяти. Её ёмкость весьма ограничена. Джордж Миллер во время своей работы в Bell Laboratories провёл опыты, показывающие, что ёмкость кратковременной памяти составляет 7±2 объекта (название его знаменитой работы гласит «Волшебное число 7±2»).
Современные оценки ёмкости кратковременной памяти несколько ниже, обычно 4-5 объектов. Однако эти объекты памяти, являющиеся образами реальных объектов, формируемыми восприятием, либо ментальными объектами различного типа, создаваемыми мышлением, воображением, интеллектом, интуицией, могут обладать значительным информационным содержанием. К объектам памяти такого рода относятся, например, визуальные образы: картин, видов природы, фотографий, людей, их лиц и т. д.; понятия, ментальные модели (например, математические, физические, химические или другие научные теории, таблица умножения, периодическая таблица элементов Менделеева и т. д.), схемы и т. п. Объекты памяти могут содержать не только статические визуальные образы, но и динамические, например, визуальные образы некоторого события, прошедшего для человека не мгновенно, а за какую-то, не нулевую длительность. При размещении в кратковременной памяти такие объекты памяти со статическим или динамическим содержанием могут иметь различную степень отчетливости и, соответственно, разные объемы информационного содержания.
Емкость кратковременной памяти может быть увеличена с помощью ментального и мнемического процесса (операции), называемого группирование («Chunking»), состоящего в разбивке большого информационного массива на известные и неизвестные фрагменты из нескольких элементов, последующего объединения элементов каждого неизвестного фрагмента в единый комплекс, который для памяти становится одним целостным объектом, с повторением таких ментальных действий до итогового результата в виде набора ассоциативно связанных объектов памяти, обеспечивающего удобный легкий доступ памяти к исходному информационному массиву в целом. Способы, которыми индивидуум группирует информационный массив, в значительной степени имеют субъективный характер, и зависят от особенностей восприятия и опыта субъекта, связанных с массивом. Так, например, при предъявлении строки
ФСБКМСМЧСЕГЭ
человек будет способен запомнить только несколько букв. Однако, если та же информация будет представлена иным образом:
ФСБ КМС МЧС ЕГЭ
человек сможет запомнить гораздо больше букв потому, что он способен группировать (объединять в цепочки) информацию о смысловых группах букв (в английском оригинале: FBIPHDTWAIBM и FBI PHD TWA IBM).
Чтобы сохранить последовательность в долговременной памяти, она должна сохраняться (повторяться) в кратковременной до тех пор, пока не превратится для памяти в единое целое, а не останется как последовательность отдельных элементов и зафиксируется в ДВП. Таким образом, исчезает необходимость запоминания отношения между элементами и их позиции.
Для того, чтобы группа элементов была объединена для памяти в единое целое максимально быстро, она должна размещаться в КВП целиком, то есть её длина не должна превосходить ёмкость КВП и включать не более 4-5 элементов. Учитывая, что сама операция повторения в КВП требует размещения в ней ещё одного элемента, а именно, обеспечивающего вызов процедуры обновление, повторного занесения в КВП запоминаемой группы элементов до тех пор пока эта информация не будет зафиксирована в ДВП, и понимания того, что такое объединение элементов в один объект памяти и его фиксация в ДВП произошли, исходная последовательность должна разбиваться на группы, содержащие не более 3-4 элементов. Основная часть операции повторения представляет собой ментальный мнемический навык, процедура реализации которого хранится в процедурной памяти. Вызов этой операции осуществляется специфическим, направленным на память намерением (желанием) сохранить информацию в памяти для долговременного использования. Понимание, что фиксация информации в ДВП произошла, представляет собой, базирующийся на рефлексии метакогнитивный процесс осознавания завершения фиксации информации в ДВП. Сигнальный механизм, посредством которого ДВП, и подсознание в целом информирует сознание, а сознание узнает о завершении фиксации информации в ДВП, формирует ощущение завершения операции объединения и фиксации, подтверждаемое легкостью воспроизведения запоминаемой группировки, которое сознание распознает и совершает переход к другим намеченным операциям.
Поэтому существует тенденция представлять телефонный номер в виде нескольких групп по 3 цифры и конечной группы из 4-х цифр, разделённых на 2 группы по две. По тем же причинам, для более эффективного восприятия и запоминания на группы по три цифры разбиваются большие числа.
Существуют гипотезы о том, что кратковременная память опирается преимущественно на акустический (вербальный) код для хранения информации и в меньшей степени на зрительный код. В своём исследовании (1964) Конрад показал, что испытуемым труднее вспоминать наборы слов, которые акустически подобны.
Современные исследования коммуникации муравьёв доказали, что муравьи способны запоминать и передавать информацию объёмом до 7 бит. Более того, показано влияние возможной группировки объектов на длину сообщения и эффективность передачи. В этом смысле закон «Волшебное число 7±2» выполнен и для муравьёв.
Эксперименты показали, что «каждый дополнительный элемент в кратковременной памяти увеличивает время воспроизведения на одну и ту же величину — примерно на 40 миллисекунд, то есть на 1/25 секунды. Те же результаты были получены, когда в качестве элементов использовались буквы, слова, звуки или изображения человеческих лиц». При этом при одном элементе в кратковременной памяти время ответа составляет приблизительно 440 миллисекунд. То есть по временным характеристикам метод поиска информации в кратковременной памяти эквивалентен методу линейного поиска.

#### Долговременная память
В отличие от сенсорной и кратковременной памяти, объекты долговременной памяти непосредственно не доступны сознанию, то есть эта память является частью подсознания. Сенсорная и кратковременная память имеют жестко ограниченную ёмкость и время хранения, информация в них остается доступной некоторое время, но не неопределенно долго. Напротив, долговременная память может хранить гораздо большее количество информации потенциально бесконечное время (на протяжении всей жизни). Например, некоторый 7-значный телефонный номер может быть запомнен в кратковременной памяти и забыт через несколько секунд. С другой стороны, человек может помнить, за счет повторения, телефонный номер долгие годы. В долговременной памяти информация кодируется семантически: Бэддли (Baddeley, 1960) показал, что после 20-минутной паузы испытуемые имели значительные затруднения во вспоминании списка слов с похожим значением (например: большой, огромный, крупный, массивный).
В соответствии с представлениями Лапп Д. долговременная память включает три зоны: активную, содержащую легко воспроизводимую, регулярно используемую в повседневной жизни информацию; пассивную, используемую не так часто, например, с информацией об иностранных языках или далеких знакомых и латентную, требующую для извлечения информации подсказок Иногда человек знает, что знает некоторую информацию, но не может ее вспомнить точно, либо даже совсем. Такое явление называется феномен «На-кончике-языка».
Долговременная память поддерживается более стабильными и неизменными изменениями в нейронных связях, широко распределённых по всему мозгу. Гиппокамп важен при консолидации информации из кратковременной в долговременную память, хотя, по-видимому, собственно в нём информация не хранится. Скорее гиппокамп вовлечён в изменение нейронных связей в период после 3 месяцев от начального обучения.
Хранение мышечной памяти обеспечивается мозжечком, для которого эта функция является одной из главных.
Одной из первичных функций сна является консолидация информации. Возможно показать[как?], что память зависит от достаточной длительности сна между упражнением и проверкой. Причём гиппокамп воспроизводит активность текущего дня во время сна.

## Мнемические механизмы
Модель способностей человека, в том числе мнемических, реализуемых в виде системы механизмов, была разработана В. Д. Шадриковым на основе комплексного подхода к изучению психических функций Б. Г. Ананьева (см. Модель способностей В. Д. Шадрикова). В модели выделяются 3 вида механизмов:
1. Функциональные;
2. Операционные;
3. Регулирующие.

Функциональные механизмы детерминированы онтогенетической эволюцией и природной организацией человеческого индивида и осуществляют непосредственное запоминание материала.
Операционные механизмы изначально не содержатся в самом мозге — субстрате сознания, они усваиваются индивидом в процессе воспитания, образования, в общей его социализации и носят конкретно-исторический характер и включают совокупность интеллектуальных мнемических операций. В свою очередь эти механизмы представляют собой внутренние навыки по организации запоминания информации и являются содержанием объектов процедурной памяти, процедурами разной степени освоенности и автоматичности.
Под регулирующими механизмами понимается умение субъектом управлять собственными способностями. Они реализуются как внешняя регуляция (мотивы, установки, интересы, убеждения), так и как внутренняя (осознанное использование интеллектуальных операций). Чем более развиты способности, тем менее заметны контролирующие действия.
Мнемические способности человека выделяются на уровнях: индивида, субъекта деятельности и личности.
Функциональные механизмы относятся к характеристикам человека как индивида, операционные — к характеристикам человека как субъекта деятельности, регулятивные, включая мотивационные — к характеристикам человека как индивида и личности.
Операционные механизмы существуют как система интеллектуальных операций — осознанных психических действий, связанных с познанием и разрешением задач, стоящих перед индивидом.
Совокупность интеллектуальных мнемических операций была выделена в работе В. Д. Шадрикова и Л. В. Черемошкиной, и включает следующие операции.
- Группировка — разбиение материала на группы по каким-либо основаниям.
- Выделение опорных пунктов — служащих опорой более широкого содержания (тезисы, заголовки, вопросы и т. д.)
- Формирование мнемического плана — совокупности опорных пунктов.
- Классификация — распределение каких-либо предметов, явлений, понятий по классам, группам, разрядам на основе определенных общих признаков.
- Структурирование — установление взаимного расположения частей, составляющих целое, внутреннего строения запоминаемого.
- Систематизация — установление определенного порядка в расположении частей и целого и связей между ними.
- Схематизация — изображение или описание чего-либо в основных чертах или упрощенное представление запоминаемой информации.
- Аналогия — установление сходства, подобия, в определенных отношениях предметов, явлений, понятий, в целом различных.
- Перекодирование — вербализация или проговаривание, называние, представление информации в образной форме, преобразование информации на основе семантических, фонематических признаков и т. д.
- Достраивание запоминаемого материала — привнесение в запоминаемое субъектом: использование вербальных посредников; объединение и привнесение чего-либо по ситуативным признакам; распределение по местам. К этим операциям могут быть отнесены мнемотехнические операции и приемы.
- Сериоризация (сериационная организация материала) — установление или построение различных последовательностей: распределение по объему, по времени, упорядочивание в пространстве и т. д.
- Ассоциация — установление связей по сходству, смежности или противоположности и т. д.
- Повторение — сознательно контролируемые или неконтролируемые процессы циркуляции информации, выделены в отдельный способ запоминания, учитывая его универсальность и фундаментальность.

На основе повторения происходит запоминание всех сложных материалов, поскольку возможностей непосредственного запоминания часто оказывается недостаточно уже при запоминании небольшого количества элементов. Другой функцией этой операции, является дальнейшее развертывание мнемической деятельности и системы операционных и регулирующих механизмов.
Регуляционные механизмы реализуют метаинтеллектуальные процессы (целеполагание, принятие решений, планирование, программирование, контроль, саморефлексия и др.).
Для мнемических способностей была выделена последовательность развертывания регуляционных механизмов :
1. Готовность к выполнению определенной деятельности, внимательность;
2. Сосредоточение внимание, желание настроиться на работу, отвлечься от помех;
3. Сконцентрированность внимания на деятельности, планировании своих действий, разработка и изменение стратегии, стремление найти наилучшие пути решения.
4. Высший уровень регуляции — свернутость всех действий (планирование, корректирующие действия, контролирующие действия) — на этом уровне речь больше идет о приемах и способах, чем о контроле и проверке.

## Нарушения памяти
Большое количество знаний об устройстве и работе памяти, которое сейчас имеется, было получено при изучении явлений её нарушения. Нарушения памяти — амнезии — могут быть вызваны различными причинами. В 1887 русский психиатр Корсаков С. С. в своей публикации «Об алкогольном параличе» впервые описал картину грубых расстройств памяти, возникающих при сильном алкогольном отравлении. Открытие под названием «корсаковский синдром» прочно вошло в научную литературу. В настоящее время все нарушения памяти делятся на:
- Гипомнезии — ослабление памяти. Ослабление памяти может возникнуть с возрастом или/и как следствие какого-либо мозгового заболевания (склероза мозговых сосудов, эпилепсии и т. д.).
- Гипермнезии — аномальное обострение памяти по сравнению с нормальными показателями, наблюдается гораздо реже. Люди, отличающиеся этой особенностью, забывают события с большим трудом (Джилл Прайс).
- Парамнезии, которые подразумевают ложные или искажённые воспоминания, а также смещение настоящего и прошлого, реального и воображаемого.

Особо выделяется детская амнезия — потеря памяти на события раннего детства. По-видимому, этот вид амнезии связан с незрелостью гиппокампальных связей, либо с использованием других методов кодирования «ключей» к памяти в этом возрасте. Впрочем, есть данные, что воспоминания первых лет жизни (и даже внутриутробного существования) могут быть частично актуализированы в изменённых состояниях сознания.
| Специфичность действия            | Стимуляторы                        | Стимуляторы                                                                    |
| Специфичность действия            | Классы соединений                  | Примеры веществ                                                                |
| --------------------------------- | ---------------------------------- | ------------------------------------------------------------------------------ |
| Относительно специфические агенты | Регуляторные пептиды               | Вазопрессин и его аналоги, дипептид pEDA, АКТГ и его аналоги                   |
| Относительно специфические агенты | Непептидные соединения             | Пирацетам, ганглиозиды                                                         |
| Относительно специфические агенты | Регуляторы метаболизма РНК         | Оротат, низкомолекулярная РНК                                                  |
| Агенты широкого спектра действия  | Нейростимуляторы                   | Фенилалкиламины (фенамин), фенилалкилоиднонимины (сиднокарб)                   |
| Агенты широкого спектра действия  | Антидепрессанты                    | Дигидрохлорид-2-(4-метил-1-пиперазинил)-10-метил-3,4-диазафеноксазина (азафен) |
| Агенты широкого спектра действия  | Модуляторы холинергический системы | Холиномиметики, ингибиторы ацетилхолинэстеразы                                 |

## Описание памяти в мнемотехнике

### Свойства памяти
- Точность
- Объём
- Скорость процессов запоминания
- Скорость процессов воспроизведения
- Скорость процессов забывания

### Закономерности памяти, используемые в мнемотехнике
Память имеет объём, ограниченный количеством стабильных процессов, являющихся опорными при создании ассоциаций (связей, отношений)
Успешность припоминания зависит от способности переключать внимание на опорные процессы, восстанавливать их. Основной приём: достаточное количество и частота повторений.
Имеет место такая закономерность, как кривая забывания.
| Закон (эффект) памяти                                                                     | Практические приёмы реализации |
| ----------------------------------------------------------------------------------------- | --- |
| Закон интереса                                                                            | Интересное запоминается легче. |
| Закон осмысления                                                                          | Чем глубже осознать запоминаемую информацию, тем лучше она запомнится. |
| Закон установки                                                                           | Если человек сам себе дал установку запомнить информацию, то запоминание произойдёт легче. |
| Закон действия                                                                            | Информация, участвующая в деятельности (т. е. если происходит применение знаний на практике) запоминается лучше. |
| Эффект наличия связей нового материала с известным                                        | Информация, для которой существуют или хорошо выстраиваются ассоциативные связи со знакомыми понятиями, усваивается и запоминается лучше.                                                                                               |
| Эффект контекста (учета контекстной информации, которая используется в качестве ключевой) | Информация, которая запоминается в условиях ее будущего реального применения, усваивается лучше, чем при других условиях. Так, для водолазов обучение в условиях работы, в воде, на глубине, эффективней, чем на поверхности, в классе. |
| Закон торможения                                                                          | При изучении похожих понятий наблюдается эффект "перекрытия" старой информации новой. |
| Закон оптимальной длины ряда                                                              | Длина запоминаемого ряда для лучшего запоминания не должна намного превышать объём кратковременной памяти. |
| Закон края                                                                                | Лучше всего запоминается информация, представленная в начале (эффект первичности) и в конце (эффект недавности). |
| Эффект изоляции (эффект Ресторфф)                                                         | Лучше запоминается фигура, отличающаяся от более или менее однородного фона. |
| Эффект реминисценции (эффект Белларда)                                                    | Когда отсроченное воспроизведение продуктивнее непосредственного . |
| Закон повторения                                                                          | Лучше всего запоминается информация, которую повторили несколько раз (оптимальные значения интервалов между повторениями приведены в статьях кривая забывания и интервальные повторения).                                               |
| Закон незавершённости (эффект Зейгарник)                                                  | Лучше всего запоминаются незавершённые действия, задачи, недосказанные фразы и т. д. |
| Правила постепенного усвоения материала                                                   | Большой материал лучше запоминается порциями с промежутками между занятиями, а не целиком (перед экзаменом, авральным способом). |

## Мнемонические приёмы запоминания
- Образование смысловых фраз из начальных букв запоминаемой информации.
- Рифмизация.
- Запоминание длинных терминов или иностранных слов с помощью созвучных.
- Нахождение ярких необычных ассоциаций (картинки, фразы), которые соединяются с запоминаемой информацией.
- Метод Цицерона на основе пространственного воображения.
- Метод Айвазовского основан на тренировке зрительной памяти.
- Методы запоминания цифр:
  - закономерности;
  - знакомые числа.
- Способ связующих звеньев применим для запоминания имен и фамилий, названий книг, то есть для любых рядов слов.
- Способ образования структурных связей помогает запечатлеть информацию, для которой трудно образовать смысловые или ассоциативные связи[84].

## Мифология, религия, философия о памяти
- В древнегреческой мифологии имеется миф о реке Лета. Лета обозначает «забвение» и является неотъемлемой частью царства мёртвых. Умершие есть те, кто потеряли память. И напротив, некоторые, удостоенные предпочтения, — среди них Тиресий или Амфиарай, — сохранили свою память и после кончины.
- Противоположностью реки Лета является Богиня Мнемозина, персонифицированная Память, сестра Кроноса и Океаноса — мать всех муз. Она обладает Всеведением: согласно Гесиоду (Теогония, 32 38), она знает «всё, что было, всё, что есть, и всё, что будет». Когда поэтом овладевают музы, он пьёт из источника знания Мнемозины, это значит, прежде всего, что он прикасается к познанию «истоков», «начал».
- Согласно философии Платона Анамнесис — припоминание, воспоминание — понятие, описывающее основную процедуру процесса познания.
- Ф. Йейтс, рассматривая искусство памяти эпохи Возрождения, установила, что «в некоторых философских системах того времени память рассматривалась как магический метод раскрытия тайной гармонии земной и трансцендентальной сфер»[85].

### Люди с необычной памятью
- Ким Пик, человек с феноменальной памятью, запоминал до 98 % прочитанной информации
- Джилл Прайс, женщина с редким свойством памяти — гипертимезия
- Соломон Шерешевский — эйдетическая память
- Юрий Горный — память, устный счёт и др.